# ماريو سافيو
ماريو سافيو (بالإنجليزية: Mario Savio) (8 ديسمبر 1942 - 6 نوفمبر 1996) ناشطًا أمريكيًا وعضوًا رئيسيًا في حركة بيركلي للتعبير الحر. اشتهر بخطبه العاطفية وخاصة الخطاب الذي ألقاه في سبراول هول جامعة كاليفورنيا (بركلي) في 2 ديسمبر 1964 بعنوان «ضع أجسادك على التروس».
لا يزال سافیو ذو صلة تاريخية باعتباره رمزًا للمرحلة الأولى من حركة الثقافة المضادة في الستينيات.

## حياة سابقة
وُلد سافيو في مدينة نيويورك لأب إيطالي من أصل صقلي صمم وصنع معدات المطاعم. كانت والدة ماريو أيضًا من أصل إيطالي (من فينيتو) وعلى الرغم من ولادتها في الولايات المتحدة وعملت كمندوبة مبيعات بالتجزئة. كان والديه كاثوليكيين متدينين وكصبي مذبح وخطط سافيو ليصبح كاهنًا.
تخرج من مدرسة مارتن فان بورين الثانوية في كوينز على رأس فصله عام 1960 ثم التحق بكلية مانهاتن بمنحة دراسية كاملة بالإضافة إلى كلية كوينز. عندما انتهى في عام 1963 أمضى الصيف في العمل مع منظمة إغاثة كاثوليكية في تاكسكو بالمكسيك للمساعدة في تحسين المشاكل الصحية من خلال بناء مرافق في الأحياء الفقيرة.
انتقل والديه إلى لوس أنجلوس وفي ذلك الخريف التحق جامعة كاليفورنيا (بركلي). في مارس من العام التالي قُبض عليه أثناء احتجاجه على جمعية فنادق سان فرانسيسكو لاستبعاد السود من الوظائف غير الوضيعة. ووجهت إليه تهمة التعدي مع 167 متظاهرا آخر. أثناء وجوده في السجن، سأل زميله في الزنزانة عما إذا كان متجهًا إلى ميسيسيبي في ذلك الصيف للمساعدة في مشروع الحقوق المدنية.

## النشاط
خلال صيف عام 1964 انضم إلى مشاريع «صيف الحرية» في ولاية ميسيسيبي وشارك في مساعدة الأمريكيين الأفارقة على التسجيل للتصويت. كما قام بالتدريس في مدرسة الحرية للأطفال السود في ماكومب وميسيسيبي. في يوليو / تموز كان سافيو وهو ناشط أبيض آخر في مجال الحقوق المدنية وأحد معارفه من السود ويسيرون على طريق في جاكسون وتعرضوا لهجوم من قبل رجلين. قاموا بتقديم محضر للشرطة حيث تورط مكتب التحقيقات الفدرالي. ومع ذلك توقفت القضية حتى سمح الرئيس ليندون جونسون الذي وقع مؤخرًا على قانون الحقوق المدنية لمكتب التحقيقات الفيدرالي بالنظر في الأمر على أنه انتهاك للحقوق المدنية. في النهاية تم العثور على أحد المهاجمين بتهمة جنحة الاعتداء وغرامة قدرها 50 دولارًا. 

### كلمة «جثث على التروس»
يُعرف أيضًا باسم «تشغيل الآلة»، ومن المحتمل أن يكون هذا الخطاب أشهر أعمال سافيو. يتحدث على درجات قاعة سبرول في 2 ديسمبر 1964:

### مراقبة مكتب التحقيقات الفدرالي
في عام 1999 كشفت وسائل الإعلام أن مكتب التحقيقات الفيدرالي (إف بي آي) قد أوقف سافيو منذ اللحظة التي صعد فيها إلى سيارة الشرطة التي اعتقل فيها جاك واينبرغ. تمت متابعته لأكثر من عقد «لأنه برز كأبرز زعيم طلابي في البلاد». لم يكن هناك دليل على أنه كان يمثل تهديدًا أو أن لديه أي صلة بالحزب الشيوعي لكن مكتب التحقيقات الفيدرالي قرر أنه يستحق اهتمامهم لأنهم اعتقدوا أنه يمكن أن يلهم الطلاب على التمرد.

## مهنة لاحقة
بين عام 1965 ووفاته اشتغل سافيو مجموعة متنوعة من الوظائف بما في ذلك كاتب مبيعات في بيركلي ومدرس في جامعة ولاية سونوما. في عام 1965 تزوج من سوزان غولدبرغ التي التقى بها في حركة حرية التعبير. بعد شهرين من زواجهم انتقلوا إلى إنجلترا لأن سافيو حصل على منحة دراسية من جامعة أكسفورد. أثناء وجودهما هناك رزقا بطفلهما الأول ستيفان. لم يكمل سافيو درجته الجامعية في أكسفورد وعادوا إلى كاليفورنيا في فبراير 1966. في عام 1968 ترشح لعضوية مجلس الشيوخ عن مقاطعة ألاميدا على بطاقة حزب السلام والحرية لكنه خسر أمام نيكولاس سي بيتريس الديمقراطي الليبرالي.

## الموت والإرث
كان لدى سافيو تاريخ من مشاكل القلب وتم قبوله في مستشفى كولومبيا بالم درايف في سيباستوبول (كاليفورنيا)، في 2 نوفمبر 1996. دخل في غيبوبة يوم 5 نوفمبر وتوفي في اليوم التالي بعد فترة وجيزة من إبعاده عن أجهزة دعم الحياة.

### فهرس
- Rorabaugh، William J. (1989). Berkeley at War: The 1960s. Oxford: Oxford University Press. ISBN:0198022522.
- Rosenfeld، Seth (2012). Subversives: The FBI's War on Student Radicals, and Reagan's Rise to Power. London: Macmillan. ISBN:1429969326.

## وصلات خارجية
- صندوق محاضرات ماريو سافيو التذكاري
- نص وصوت وفيديو لعنوان Sproul Hall Sit-in ، 2 ديسمبر 1964
- ملف FBI على ماريو سافيو
- أرشيف حركة حرية التعبير
- المحفوظات الرقمية لحركة الكلام الحر لمكتبة جامعة كاليفورنيا في بيركلي بانكروفت نسخة محفوظة 5 نوفمبر 2011 على موقع واي باك مشين. (تتضمن مقطع فيديو RealAudio لخطاب Savio 1964 Dec.2، متاح في صفحة فرعية)
- محاضرة ماريو سافيو القيت في جامعة ولاية سونوما: "فلسفة ناشط شاب" (20 أبريل 1993)